# Luigi Priuli
Luigi Priuli (anche Alvise Priuli; Venezia, 16 settembre 1650 – Roma, 15 marzo 1720) è stato un cardinale italiano.

## Biografia
Nacque dai patrizi Priuli "di San Barnaba", figlio di Marcantonio e di Elena di Alvise Basadonna. Quest'ultima era sorella di Pietro Basadonna il quale, divenuto cardinale nel 1673, favorirà la carriera ecclesiastica del nipote.
La scelta di abbracciare la vita religiosa fu vantaggiosa per tutta la famiglia, invero poco prestigiosa a causa dello scarso valore del padre. Grazie a Luigi, il fratello Giovanni divenne ambasciatore a Vienna e poi procuratore di San Marco, mentre l'altro fratello Angelo Maria prese parte al Consiglio dei dieci. Si ammogliarono entrambi ma non ebbero figli, portando all'estinzione il loro ramo.
In giovane età divenne canonico del Duomo di Treviso, tuttavia rifiutò di divenire vescovo di quella diocesi poiché aspirava ad entrare nella Curia romana come uditore di Rota. In una lettera inviata al cardinale Pietro Ottoboni (futuro papa Alessandro VIII), lo zio Pietro si diceva nettamente contrario alla scelta del nipote.
Convinto delle sue decisioni, tra il 1671 e il 1672 fu proprio a Roma al seguito dell'ambasciatore Michele Morosini. Nel 1674 si candidò per un posto all'auditorato, ma gli venne preferito Antonio Paolucci. Trascorse un decennio privo di particolari eventi finché, nel 1684, ricevette il prestigioso titolo di abate commendatario di San Zeno Maggiore, a Verona, in sostituzione del defunto Vincenzo Molin.
Ordinato presbitero il 10 marzo 1686, finalmente, essendo morto il Paolucci, il 23 ottobre 1688 papa Innocenzo XI confermò all'ambasciatore veneziano Girolamo Lando l'intenzione di nominarlo uditore. Le parole di lode e soddisfazione contenute in un dispaccio del legato al Senato, stridono con un messaggio di anonimo, forse proveniente dalla nunziatura veneziana, che ne disapprovava la scandalosa condotta, avendo il Priuli una relazione con tre amanti, tra cui una monaca e una cortigiana.
La nomina venne ufficializzata il 23 ottobre 1689. Frattanto, aveva ottenuto all'università di Padova il dottorato in utroque iure.
Priuli fu uditore di Rota per ventitré anni, conservando la carica fino alla morte. Durante il suo mandato si adoperò per favorire gli interessi della patria, tanto da meritarsi le lodi dell'ambasciatore veneziano Nicolò Erizzo, noto anticlericale. Nel frattempo, continuava a ricevere ricchi benefici, come l'abbazia di Villanova di Camposampiero nel 1692. Fu inoltre uomo di cultura, tanto da essere nominato, nel 1694, prefetto della Sapienza.
Nonostante ciò, la nomina a cardinale giunse solo il 18 maggio 1712 da papa Clemente XI, con il titolo di cardinale prete di San Marcello. Il 28 maggio 1714, morto Giovanni Alberto Badoer, divenne cardinale prete di San Marco. Questo nuovo titolo, di gran lunga più prestigioso, gli permise di essere cooptato in varie congregazioni, come quelle del Concilio, dei Vescovi e regolari e dell'Immunità; inoltre, il 1º marzo 1719 ebbe la nomina a protettore dell'Ordine della Santissima trinità per il riscatto degli schiavi e il 4 marzo 1720 quella di camerlengo del Sacro Collegio.
Morì a Roma qualche giorno dopo, il 15 marzo e fu sepolto nella basilica di San Marco al Campidoglio in un sontuoso mausoleo. Lasciò l'argenteria e i suoi libri alle abbazie che possedeva e un consistente legato per mantenere alcuni giovani patrizi veneziani al collegio Clementino.